# 34469 Danishmahmood
34469 Danishmahmood este o planetă minoră (asteroid) din centura de asteroizi. A fost descoperită pe 24 septembrie 2000 la Experimental Test Site⁠(d) de Lincoln Near-Earth Asteroid Research. 
Obiectul prezintă o orbită caracterizată de o semiaxă mare de 2,9402621 UAi, o excentricitate de 0,09, o înclinație de 1,35925 ° în raport cu ecliptica.